# Сукре (Каука)
Сукре (исп. Sucre) — город и муниципалитет на юго-западе Колумбии, на территории департамента Каука. Входит в состав Южной провинции.

## История
Поселение, из которого позднее вырос город, было основано 10 декабря 1535 года. Муниципалитет Сукре был выделен в отдельную административную единицу в 1999 году.

## Географическое положение

Муниципалитет Сукре

Город расположен в южной части департамента, в горной местности Центральной Кордильеры, на расстоянии приблизительно 55 километров к юго-западу от города Попаян, административного центра департамента. Абсолютная высота — 1138 метров над уровнем моря.
Муниципалитет Сукре граничит на севере с территорией муниципалитета Ла-Сьерра, на западе — с муниципалитетом Патия, на юге — с муниципалитетом Боливар, на востоке — с муниципалитетом Ла-Вега. Площадь муниципалитета составляет 56,28 км².

## Население
По данным Национального административного департамента статистики Колумбии, совокупная численность населения города и муниципалитета в 2015 году составляла 8886 человек.
Динамика численности населения муниципалитета по годам:
| 2005 | 2006 | 2007 | 2008 | 2009 | 2010 | 2011 | 2012 | 2013 | 2014 | 2015 |
| ---- | ---- | ---- | ---- | ---- | ---- | ---- | ---- | ---- | ---- | ---- |
| 8955 | 8934 | 8920 | 8910 | 8903 | 8901 | 8905 | 8888 | 8893 | 8893 | 8886 |

Согласно данным переписи 2005 года мужчины составляли 51,5 % от населения Сукре, женщины — соответственно 48,5 %. В расовом отношении белые и метисы составляли 99,6 % от населения города; негры, мулаты и райсальцы — 0,3 %; индейцы — 0,1 %.
Уровень грамотности среди всего населения составлял 81 %.

## Экономика
Большинство населения занято в сельском хозяйстве.
82 % от общего числа городских и муниципальных предприятий составляют предприятия торговой сферы, 16 % — предприятия сферы обслуживания, 2 % — промышленные предприятия.